# Sport (Fernsehsender)
Sport (russisch Спорт, auch RTR-Sport / РТР-Спорт) war bis zum 31. Dezember 2009 ein Fernsehsender in Russland.
Der Sender gehörte zur RTR-Gruppe innerhalb des staatlichen Medienkonzerns WGTRK. Er sendete ein Sport-Spartenprogramm vergleichbar mit den deutschsprachigen Sendern Sport1 oder Eurosport. Vom Zuschaueranteil lag Sport in Russland als zweitgrößter Spartensender hinter Kultura auf dem neunten Platz aller Fernsehstationen.
Am 30. September 2009 gab die WGTRK-Leitung bekannt, dass der Sender zum Anfang 2010 eingestellt werde. Seine Frequenz wurde mit einem neuen Universal-Fernsehsender namens Rossija 2 belegt. Das Angebot an Sportsendungen und -übertragungen soll durch die Einstellung des Senders Sport nicht beeinträchtigt werden.